# Jagannath

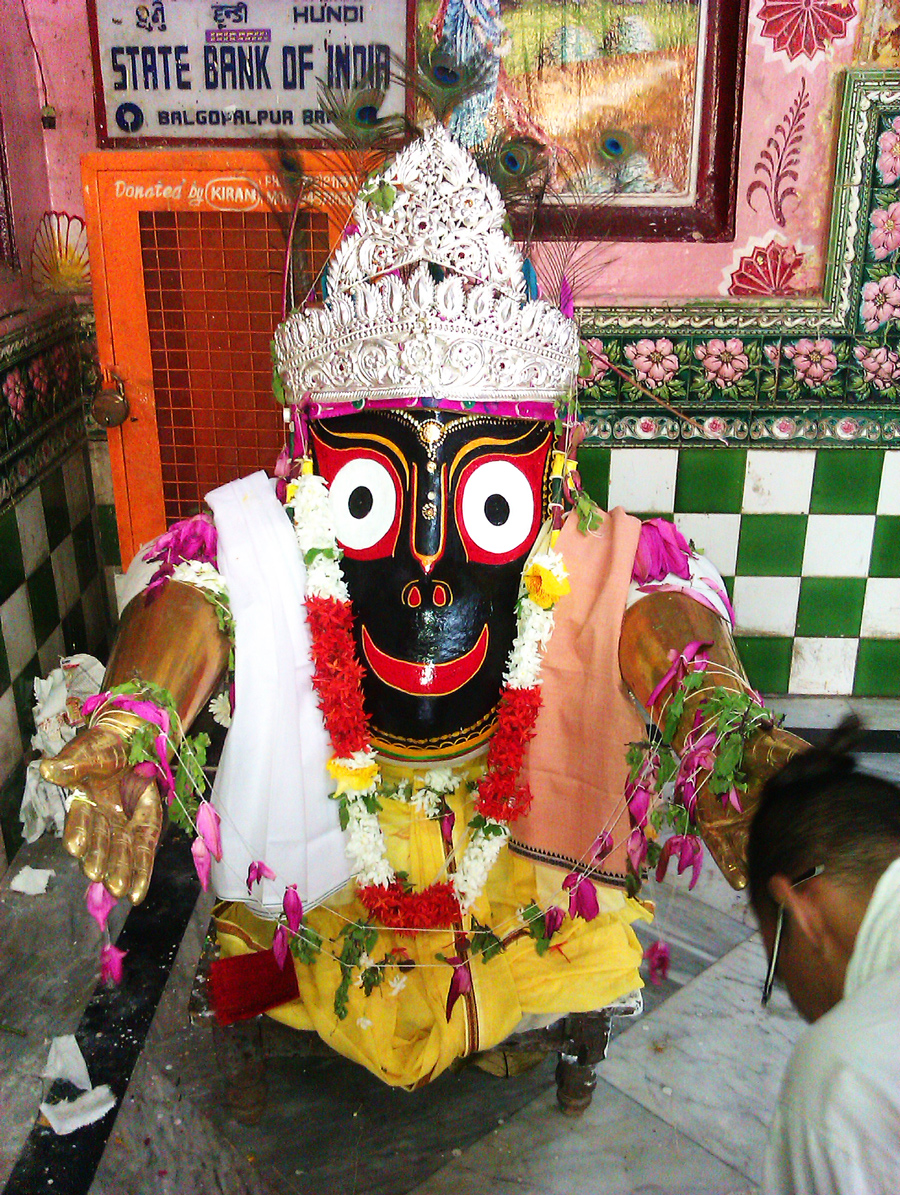
Jagannath

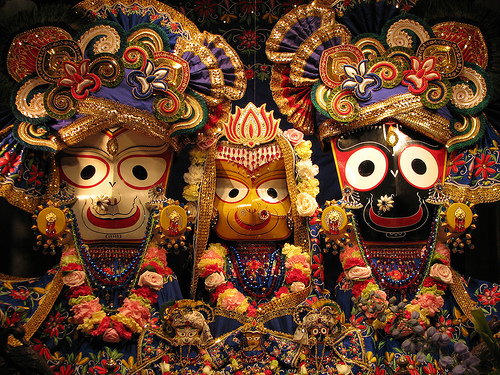
Jagannath amb els seus germans Balabhadra i Subhadra

Jagannath (o Jagannatha) que significa "Senyor de l'Univers", és una deïtat hinduista venerada principalment als estats de l'Índia d'Orissa, Bengala Occidental, Jharkhand, Bihar, Assam, Manipur i Tripura, i també pels hindús de Bangladesh. Jagannath és considerat una forma del déu Vixnu o el seu avatar Krixna. Jagannath és venerat com a part de la triada del "Ratnavedi", juntament amb el seu germà Balabhadra i la seva germana Subhadra.
A diferència d'altres deïtats hinduistes, Jagannath no té una forma antropomòrfica. Se'l representa amb un cap quadrat de color negre amb ulls de color blanc molt grans i rodons. No té coll i el seu cap està a sobre d'una peça de fusta de Nim que fa de cos. A vegades se'l representa amb dos braços, però sense cames.
El temple més conegut de Jagannath es troba a Puri, a l'estat d'Orissa. El festival més famós relacionat amb Jagannath és el Ratha yatra, on la imatge del déu i altres divinitats associades surten en processó.